# Италианска съпротива
Италианската съпротива е съпротивително движение в Италия по време на германската окупация и марионетната Италианска социална република през Втората световна война.
То включва множество идеологически разнородни групи, обединени под ръководството на Комитет за национално освобождение и подкрепяни от правителството на Италия и Съюзниците южно от Италианския фронт. Съпротивата развива мащабни партизански действия като част от Италианската гражданска война между септември 1943 и април 1945 година. Броят на убитите участници в Съпротивата в Италия се оценява на 36 хиляди души с други 32 хиляди убити на Балканите или във Франция.